# Лабазиха
Лабазиха — река в России, протекает по Усть-Цилемскому району Республики Коми. Устье реки находится в 30 км по правому берегу протоки Печоры Лабазский Шар. Длина реки составляет 52 км.

## Притоки
От устья:
- Хопковская Виска (лв[4])[2];
- Березовая Виска (пр)[2];
- Малая Лабазиха (лв)[2].

## Данные водного реестра
По данным государственного водного реестра России относится к Двинско-Печорскому бассейновому округу, водохозяйственный участок реки — Печора от водомерного поста Усть-Цильма и до устья, речной подбассейн реки — бассейны притоков Печоры ниже впадения Усы. Речной бассейн реки — Печора.
Код объекта в государственном водном реестре — 03050300212103000081205.